# Bandit Chuangchai
Bandit Chuangchai (* 22. Juli 1993) ist ein thailändischer Leichtathlet, der sich auf den Sprint spezialisiert hat.

## Sportliche Laufbahn
Erste internationale Erfahrungen sammelte Bandit Chuangchai bei den Asienmeisterschaften 2015 in Wuhan, bei denen er im 100-Meter-Lauf mit 10,69 s im Halbfinale ausschied. Auch zwei Jahre darauf folgte bei den Asienmeisterschaften in Bhubaneswar das Aus in der zweiten Runde mit 11,35 s. Er gewann aber mit der thailändischen 4-mal-100-Meter-Staffel in 39,38 s die Silbermedaille hinter den Chinesen. Anschließend siegte er mit der Staffel in 38,90 s bei den Südostasienspielen in Kuala Lumpur und gelangte bei der Sommer-Universiade in Taipeh mit der Staffel nach 39,22 s auf Rang fünf. Anfang September wurde er bei den Asian Indoor & Martial Arts Games in Aşgabat in 6,83 s Siebter über 60 Meter. Im Jahr darauf nahm er erstmals an den Asienspielen in Jakarta teil und schied dort mit 10,57 s im Halbfinale aus, während er mit der Staffel in 39,29 s auf den sechsten Platz gelangte. 2019 siegte er bei den Asienmeisterschaften in Doha mit der Staffel in 38,99 s. Ende Oktober gelangte er bei den Militärweltspielen in Wuhan über 100 Meter bis in das Halbfinale und schied dort mit 10,81 s aus, während er mit der Staffel in 39,81 s Rang vier erreichte. Anschließend gewann er bei den Südostasienspielen in Capas in 10,52 s die Bronzemedaille über 100 Meter hinter dem Malaysier Muhammad Haiqal Hanafi und seinem Landsmann Ruttanapon Sowan. Zudem siegte er mit der Staffel in 39,27 s.

## Persönliche Bestleistungen
- 100 Meter: 10,47 s (+1,7 m/s), 11. Dezember 2014 in Nakhon Ratchasima
  - 60 Meter (Halle): 6,78 s, 19. September 2017 in Aşgabat
- 200 Meter: 21,55 s (+0,1 m/s), 2. Juli 2019 in Posen